# Авала филм
Авала филм је филмска компанија у Србији основана 1946. године.
Авала Филм је основан током административног управљања кинематографијом у ФНР Југославији (1941-1951), када је читава активност била централизована. Београд је био административни и пословни центар савремене југословенске кинематографије, што је значајно утицало на развој кинематографије у Србији. До распада СФРЈ 1991, Србија је произвела око 50% свих југословенских жанровски различитих филмова. Највећи број југословенских филмских аутора и техничара живео је и радио у Београду и Србији, али то је било и место највећих производних капацитета (ЦФС Кошутњак - техника и тонски студио и ЦФЛ (Централна Филмска Лабораторија) Београд.

## Историја

### Оснивање
Авала филм је основан 1946. године као национални пројекат, и дуги низ година је сматран највећим брендом српске културе. Изграђен је одмах после Другог светског рата, са огромним очекивањима. Терен, студији и друге зграде, као и опрема за снимање, лабораторијску и тонску обраду, дизајниране су за производњу око 40 играних филмова годишње. План је био да Београд постане један од највећих европских филмских центара. Међутим, ова идеја никада није реализована. Само десетак пројеката снимљено је годишње, али је "Филмски Град" постао веома популарно место на мапи света.

### Педесете године
У периоду од 1950 до 1960 године главни управник Авала филма био је Дејан Обрадовић (1923).
У овом периоду Авала филм, као једини државни студио и продуцент у Србији, произвела је око 20 жанровски различитих филмова. Значајни аутори у овом периоду Вјекослав Афрић, Густав Гаврин, Радош Новаковић, Соја Јовановић, Велимир Стојановић....

### Шездесете
Златно доба или "континуирани раст филма у Србији" (1961-1991) почео је почетком шездесетих година. Током три деценије снимљено је више од 300 играних филмова у Србији. Остварења домаће кинематографије постале су саставни део националне културе, домаћи филм је освајао гледаоце, а многа достигнућа представљала су нашу земљу на филмским фестивалима широм света.
Почетак шездесетих година био је први значајан период за Авалу. Био је то време када је Ратко Дражевић постављен на чело "Авала филма". Током свог времена домаћа кинематографија је цветала. Авала Филм је био цењени филмски студио са изузетно професионалном опремом и људством. Слободан Михајловић Михиз, Слободан Селенић, Мирослав Крлежа дошли су у Авалу у то време. У његовом времену снимљен је један од најважнијих филмова домаће кинематографије - "Скупљачи перја" Александра Саше Петровића. Такође, био је највећи промотор "Црног таласа", којег су заступали Душан Макавејев, Кокан Ракоњац и Саша Петровић.
У Авали су снимљене многе копродукције, чак и спектакли. Нпр: Анджеј Вајда снимао је "Сибирска Леди Магбет", Џек Кардиф "Дуги бродови", Денис де ла Пателиере "Марко Поло", Хенри Вернеули " 25 сати" и Сидни Полак је снимио "Castle Keep" затим копродукција са Французима Соледад из 1967 , са Совјетским Савезом Добар ветар плава птицо из 1967 итд, са Немцима: Мушки излет, Војник, Човек и звер.
Звезде као што су Ричард Бартон, Софија Лорен, Орсон Велс, Кирк Даглас, Катрин Денев, Ана Карина, Жералдина Чаплин, Ани Гирардот су долазили у Авала филм.
У периоду од 1960 до 1969 године снимљено је чак око 60 домаћих филмских наслова.
Значајни редитељи који су радили са Авалом су: Соја Јовановић, Марјан Вајда, Жика Митровић, Душан Макавејев, Живојин Павловић, Столе Јанковић, Јован Живановић, Мића Поповић, Радош Новаковић, Бранко Бауер итд.

### Период Драгише Гилета Ђурића (1968-1972) и развој Авала филма од 1970 до 1980 године
1968 Ратко Дражевић подноси оставку на место управника Авала филма што због огромних дугова и трошења државних пара и због претњи са државног врха.
Други значајан период у развоју Авала филма био је од 1968. до 1972. године, под руководством Драгише Гилета Ђурића. Затекао је дуг од 8 милијарди старих динара као последице раскошног пословања и узимања великог броја кредита. У том периоду Ђурић је успео да врати 30% кредита и да одржи производњу. Највећи уметнички успех његовог времена је филм "Рани радови" Желимира Жилника, који је освојио "Златни медвед" у Берлину.
Како је 1972 забрањено снимање филмова на тему црног таласа тако је и Авала престала радити те пројекте.
Када је откупио права на екранизацију романа Драгослава Михаиловића Кад су цветале тикве, ниједна банка му није хтела дати кредит за снимање а још играње комада у позоришту лично је забранио Тито.
Услед притиска врха државе, Драгиша Ђурић подноси оставку на место генералног директора 1972 године и са собом оставља дуг око 5 000 000 000 динара.
У овом периоду реализован је значајан број копродукционих филмова: Келијеви хероји, Рат и мир (копродукција са ББЦ), Дракула итд.
У периоду од 1970 до 1973 снимљена су само 3 играна филма. Од 1973 године до краја 70-их реализовано је око 20 домаћих наслова.
Године 1974. Авала Филм се спаја са Централним филмским студиом "Кошутњак", а током седамдесетих и осамдесетих година одржавао квантитет производње.
Услед великог финансијског успеха комедије Љубавни живот Будимира Трајковића у биоскопима и фестивалима, тадашњи управник ЦФС Кошутњак Сава Лазаревић понудио је редитељу горепоменутог филма Дејану Караклајићу позицију уметничког директора Авала филма.
Одласком претходних управника Дражевића и Ђурића са чела Авале, мање се радило копродукција у студијима и мање је држава давала новца за управљање предузећем.
За време Караклајића као уметничког директора у периоду од 1978-1980 произведено је око 20 домаћих наслова. Кара<клајић је напустио Авалу и Југославију 1980 године.
Ваља споменути само неке наслове који су рађени у продукцији Авале или копродукцији са другим радним заједницама попут: Салаш у малом риту, Зимовање у Јакобсфелду, Кичма, Војникова љубав, Мирис земље, Тигар, Није него, Двобој за јужну пругу.
Значајни редитељи у овом периоду: Александар Ђорђевић, Бранко Бауер, Столе Јанковић, Влатко Гилић, Драгован Јовановић, Мића Милошевић, Живко Николић...

### Авала филм током 80 их година - Период Бранка Балетића (1986-1990)
Овај период обележава исто велика реализација наслова поред тога што је почетком 80 -их донет закон по коме независни филмски радници могу формирати мање филмске радне заједнице и борити се за средства фондова и производити филмове поред великих филмских студија и кућа. Спрам овога , Авала филм је извојевала мало већи утицај и производила своје филмове, мада су пружали техничку подршку и лабораторију за финалну реализацију независних филмских наслова њена предузећа ЦФС Кошутњак и ЦФЛ Београд.
У првој половини 80 - их постепено су се почеле враћати копродукције и међу првим урађена је италијанска мини серија Кво вадис у копродукцији Италијанске Раи и Авала филма са Фредериком Форестом, Барбаром де Роси, Кристином Наирес, Клаус Маријом Брандауер и неколицином југословенских глумаца који су имали епизодне улоге, затим француски наслов Le prix du danger из 1983 са Џерад Лавином у главној улози и амерички наслов The Secret Diary of Sigmund Freud из 1984 године са Бад Кортом и Карол Кејн у главним улогама и прва копродукција између Југославије и Мозамбика Време леопарда у режији Здравка Велимировића из 1985 године.
Од домаћих наслова ваља споменути Рад на одређено време, Лов у мутном, Срећна породица, Доротеј, Саблазан, Маховина на асфалту и комерцијално успешан Бал на води.
Године 1986. на чело Авала филма долази млади синеаста у успешан редитељ Бранко Балетић.
Уметнички савет који је одлучивао о пројектима водио је редитељ Милош Радивојевић поред Богдана Тирнанића, Радивоја Цветичанина, Ненада Прокића и Гојка Кастратовића.
1986 ЦФС Кошутњак и ЦФЛ Београд су спојени са Авалом у јединствено предузеће ЦФС Авала филм са 333 стално запослена и 70 стручних сарадника свих профила на бази уговора.
Сва средства за плате, доприносе остваривали су сами и обавезе према држави, обновљена су 3 студија и изграђен још један, велики базен за подводна снимања, набављена је нова комплетна опрема и расвета и модернизовано 30 пословних канцеларија.
Пружан је сервис највећим светским продуцентима, глумцима и редитељима у десетак великих копродукција: Карло Понти и Софија Лорен у римејку Ћоћаре, „The fortunate Pilgrim“, Робинзон Крусо који су људи запослени у Авали радили 3 месеца на Сејшелима и три месеца у базенима тј. студијима Авала филма, Пут око света за 80 дана са екипом од 300 сарадника, Борис Годунов тј, Ростоповичем као композитором и Зуавским као редитељем, Бункер Палас Хотел Енки Билала.
Реализоване су 2 копродукције с Американцима Тамна страна сунца Божидара Николића и Тајна манастирске ракије Слободана Шијана.
У студијима Авала филма реализован је и филм Бег из Собибора са Алан Аркин и Џоан Пакула у главним улогама.
Произвели су сами или у копродукцији више од 20 домаћих играних филмова који су освајали већи број награда у земљи и иностранству попут: Кудуз, Како је пропао рокенрол, Живот са стрицем,Тако се калио челик, Кућа поред пруге, Већ виђено и Сабирни центар ( копродукција са Арт филм 80), Клопка Суаде Капић, Догодило се на данашњи дан, Ремингтон ( сарадња са Словенцима) и филмови које је Авала технички и лабораторијски помагала али у продукцији независних кућа (Вампири су међу нама, Атоски вртови - преображење) итд.
Многи дебитанти разних професија закорачили су у свет филма преко Авала филма.
У то време премијер Србије је био Иван Стамболић, министар културе Бранислав Милошевић који су пружали пуну подршку Авали самим тим што се нису мешали у њен рад.
Три године за редом (1987-1990) знатижељницима су отварана врата студија и подигнутих објеката у кругу Авала филма током летњих месеци организујући културне и забавне манифестације Авала Фест који је посећивало 4000 до 5000 посетилаца а цели финансијски промет се одвијао преко Беобанке где је од ових намена било на рачунима око 6 милиона марака.
Значајна редитељска имена у овом периоду која су радила с Авалом: Едуард Галић, Гордан Михић, Живко Николић, Драган Кресоја, Власта Радовановић, Јован Аћин а од дебитаната Дарко Бајић, Жарко Драгојевић, Горан Гајић и други.

### Авала филм - Југоекспорт спајање, санкције, пропаст Авала филма
Године 1990. реализована су у продукцији или копродукцији Авала филма наслови попут Границе Зорана Маширевића, Цубок дипломски филм Драгана Николића који је у сарадњи с Авалом помогао ФДУ, експериментални филм Чудесан сан Џиге Вертова , Почетни ударац Дарка Бајића и филм Секс партијски непријатељ број 1 за време мандата Бранка Балетића.
1990 услед промене друштвених околности, Бранко Балетић се смењује са места директора и на његово место долази Ранко Петрић који ће руководити Авала филмом све до одласка у стечај и приватизације 2011 односно 2015 године.
Авала Филм се придружује "Југоекпорту", који је обећао велику инвестицију у Авала Филм 1991 године. Усвојен је Закон о оснивању акционарског друштва "Југоекпорт Авала Филм Интернационал", према којем је Југоекпорт добио 51% а "Авала филм" је добио 49% капитала. Међутим, компанија "Југоекпорт" почела се рушити и ушла под стечај услед оптерећења санкција деведесетих година. Тако се Авала филм нашла у још тежем положају. Правни статус Авала филма није се мењао све до продаје 2015 године.
Постојао је покушај ревитализације Авале уз помоћ државе. Затим је било неколико инвеститора који су желели да инвестирају у ову компанију, али су и ти покушаји пропали. Студији и складишта су углавном били запуштени, а технологија је застарила. Филмска лабораторија је престала да ради и била је у врло лошем стању. Сви филмски радници, пажљиво одабрани за филм (дизајнери костимографије, шминкери, дизајнери, декоратери), напустили су Авалу давно. Фундус костима и реквизита био је у тоталном нереду.
С времена на време, филмска екипа би се појавила и снимила нешто у разореним, празним просторијама са лошим украшавањем, али је производња дефинитивно умрла 20 година раније.
Филмске траке са највреднијим филмовима наше кинематографије пребачене су у Југословенску кинотеку, непосредно пре продаје Авале.
200 дугометражних филмова, 430 документараца (сваки четврти филм на простору бивше Југославије) и око 20 копродукцијских филмова са иностраним партнерима снимљени су у Авала филму.
На домаћим и међународним фестивалима, филмови из продукције Авала филма освојили су преко 200 награда, међу којима су најзначајнији:
- Гранд При Специјал у Кану за филм "Скупљачи перја" Александра Саше Петровића
- Златни глобус у Лос Анђелесу за филм "Скупљачи перја" Александра Саше Петровића
- Златни медвед у Берлину за филм "Рани радови" Желимира Жилника
- Сребрни медвед у Берлину за филм "Невиност без заштите" Душана Макавејева
- Номинација Америчке академије за филмове "Три" и "Скупљачи перја", који су били у ужем избору за награду.

Године 2015. Авала филм је продат Филм Веј а 2016 године у партнерство улази и чешка компанија Себре.
Након успешне аквизиције, Авала Филм је добио изванредне партнере, који су створили могућности за ширење и развој компаније у области кинематографије.
Након уласка у филмски комплекс Авале, нађени су напуштени студијски објекти и складишта; многи од њих су уништени цурењем, нерешени имовински правно односи, уништене декорације и запостављени фундус. Нови власник је најавио модернизацију предузећа.
У 2016. години Авала Филм је прославио 70 година постојања, што је значајна прекретница у њеној историји и развоју.

## Продукција филмова
| Год.   | Назив                                       | Улога                        |
| ------ | ------------------------------------------- | ---------------------------- |
| 1940-е |                                             |                              |
| 1947.  | Славица                                     |                              |
| 1948.  | Бесмртна младост                            |                              |
| 1948.  | Живот је наш                                |                              |
| 1948.  | Софка                                       |                              |
| 1949.  | Мајка Катина                                |                              |
| 1950-е |                                             |                              |
| 1951.  | Последњи дан                                |                              |
| 1951.  | Дечак Мита                                  |                              |
| 1952.  | Хоја! Леро!                                 |                              |
| 1952.  | Сви на море                                 |                              |
| 1953.  | Општинско дете                              |                              |
| 1953.  | Невјера                                     |                              |
| 1953.  | Циганка (филм)                              |                              |
| 1953.  | Била сам јача                               |                              |
| 1953.  | Далеко је сунце                             |                              |
| 1954.  | Сумњиво лице                                |                              |
| 1954.  | Аникина времена                             |                              |
| 1955.  | Крвави пут                                  |                              |
| 1955.  | Песма са Кумбаре                            |                              |
| 1956.  | Потрага                                     |                              |
| 1956.  | Велики и мали                               |                              |
| 1956.  | Ципелице на асфалту                         |                              |
| 1957.  | Поп Ћира и поп Спира                        |                              |
| 1957.  | Суботом увече                               |                              |
| 1957.  | Потражи Ванду Кос                           |                              |
| 1958.  | Алекса Дундић                               |                              |
| 1958.  | Четири километра на сат                     |                              |
| 1959.  | Сам                                         |                              |
| 1959.  | Осма врата                                  |                              |
| 1959.  | Кампо Мамула                                |                              |
| 1959.  | Ветар је стао пред зору                     |                              |
| 1960-е |                                             |                              |
| 1960.  | Дилижанса снова                             |                              |
| 1960.  | Љубав и мода                                |                              |
| 1960.  | Заједнички стан                             |                              |
| 1960.  | Боље је умети                               |                              |
| 1961.  | Први грађанин мале вароши                   |                              |
| 1961.  | Педагошка бајка                             |                              |
| 1961.  | Каролина Ријечка                            |                              |
| 1961.  | Нема малих богова                           |                              |
| 1961.  | Узаврели град                               |                              |
| 1961.  | Двоје                                       |                              |
| 1961.  | Песма                                       |                              |
| 1961.  | Срећа у торби                               |                              |
| 1961.  | Избирачица                                  |                              |
| 1962.  | Сибирска леди Магбет                        |                              |
| 1962.  | Прекобројна                                 |                              |
| 1962.  | Чудна девојка                               |                              |
| 1962.  | Др                                          |                              |
| 1962.  | Саша                                        |                              |
| 1962.  | Обрачун                                     |                              |
| 1963.  | Земљаци                                     |                              |
| 1963.  | Дани                                        |                              |
| 1963.  | Острва - The Soldier                                   |                              |
| 1963.  | Човек и звер - Der Mensch und die Bestie                             |                              |
| 1963.  | Десант на Дрвар                             |                              |
| 1963.  | Две ноћи у једном дану                      |                              |
| 1963.  | Операција Тицијан                           |                              |
| 1963.  | Радопоље                                    |                              |
| 1964.  | Човек из храстове шуме                      |                              |
| 1964.  | Мушки излет                                 |                              |
| 1964.  | Лито виловито                               |                              |
| 1964.  | Пут око света                               |                              |
| 1964.  | Службени положај                            |                              |
| 1964.  | Марш на Дрину                               |                              |
| 1965.  | Три                                         |                              |
| 1965.  | Човек није тица                             |                              |
| 1965.  | Доћи и остати                               |                              |
| 1965.  | Девојка                                     |                              |
| 1965.  | Горки део реке                              |                              |
| 1965.  | Инспектор                                   |                              |
| 1966.  | Мост                                        |                              |
| 1966.  | Горке траве                                 |                              |
| 1966.  | Орлови рано лете                            |                              |
| 1966.  | Рој                                         |                              |
| 1966.  | Штићеник                                    |                              |
| 1966.  | Време љубави                                |                              |
| 1966.  | Повратак                                    |                              |
| 1966.  | Сан                                         |                              |
| 1966.  | Пре рата                                    |                              |
| 1966.  | Топле године                                |                              |
| 1966.  | Војник                                      |                              |
| 1966.  | Како су се волели Ромео и Јулија?           |                              |
| 1967.  | Љубавни случај или трагедија службенице ПТТ |                              |
| 1967.  | Скупљачи перја                              |                              |
| 1967.  | Палма међу палмама                          |                              |
| 1967.  | Боксери иду у рај                           |                              |
| 1967.  | Бомба у десет и десет                       |                              |
| 1967.  | Дим                                         |                              |
| 1967.  | Соледад - Fruitis Amers Soledad                                  |                              |
| 1967.  | Добар ветар „Плава птицо“                   |                              |
| 1968.  | Сирота Марија                               |                              |
| 1968.  | Поход                                       |                              |
| 1968.  | Невиност без заштите                        |                              |
| 1968.  | Подне                                       |                              |
| 1968.  | Свети песак                                 |                              |
| 1968.  | Делије                                      |                              |
| 1968.  | Кад голубови полете                         |                              |
| 1968.  | Бекства                                     |                              |
| 1968.  | Има љубави, нема љубави                     |                              |
| 1968.  | Узрок смрти не помињати                     |                              |
| 1968.  | Вишња на Ташмајдану                         |                              |
| 1968.  | Биће скоро пропаст света                    |                              |
| 1969.  | Шпијунка без имена                          |                              |
| 1969.  | Рани радови                                 |                              |
| 1969.  | Осека (филм)                                |                              |
| 1969.  | Вране                                       |                              |
| 1969.  | Зазидани                                    |                              |
| 1969.  |                                             |                              |
| 1970-е |                                             |                              |
| 1970.  | Лилика                                      |                              |
| 1970.  | Бурдуш                                      |                              |
| 1970.  | Келијеви јунаци                             | копродукција са Американцима |
| 1973.  | Паја и Јаре - Камионџије                    |                              |
| 1973.  | Бомбаши                                     |                              |
| 1974.  | Дервиш и смрт                               |                              |
| 1974.  | Партизани                                   |                              |
| 1974.  | Црвени удар                                 |                              |
| 1975.  | Кичма                                       |                              |
| 1975.  | Зимовање у Јакобсфелду                      |                              |
| 1975.  | Наивко                                      |                              |
| 1976.  | Салаш у Малом Риту (филм)                   |                              |
| 1976.  | Војникова љубав                             |                              |
| 1976.  | Повратак отписаних (филм)                   |                              |
| 1977.  | Љубавни живот Будимира Трајковића           |                              |
| 1977.  | Бештије                                     |                              |
| 1978.  | Није него                                   |                              |
| 1978.  | Мирис земље                                 |                              |
| 1978.  | Тигар                                       |                              |
| 1978.  | Тренер                                      |                              |
| 1978.  | Двобој за јужну пругу                       |                              |
| 1978.  | Трен                                        |                              |
| 1979.  | Радио Вихор зове Анђелију                   |                              |
| 1979.  | Освајање слободе (филм)                     |                              |
| 1979.  | Другарчине                                  |                              |
| 1979.  | Јована Лукина                               |                              |
| 1980-е |                                             |                              |
| 1980.  | Срећна породица                             |                              |
| 1980.  | Светозар Марковић (филм)                    |                              |
| 1980.  | Рад на одређено време                       |                              |
| 1980.  | Снови, живот, смрт Филипа Филиповића        |                              |
| 1980.  | Осам кила среће                             |                              |
| 1981.  | Дечко који обећава                          |                              |
| 1981.  | Доротеј                                     |                              |
| 1981.  | Берлин капут - Berlin kaputt                             |                              |
| 1981.  | Шеста брзина                                |                              |
| 1981.  | Бановић Страхиња                            |                              |
| 1981.  | Краљевски воз                               |                              |
| 1981.  | Лов у мутном                                |                              |
| 1982.  | Савамала                                    |                              |
| 1982.  | Смрт господина Голуже                       |                              |
| 1982.  | Далеко небо                                 |                              |
| 1982.  | Мој тата на одређено време                  |                              |
| 1982.  | Саблазан                                    |                              |
| 1983.  | Le prix de danger                           | копродукција са Французима   |
| 1983.  | Још овај пут                                |                              |
| 1983.  | Маховина на асфалту                         |                              |
| 1983.  | Како сам систематски уништен од идиота      |                              |
| 1983.  | Тимочка буна                                |                              |
| 1984.  | The Secret Diary of Sigmund Freud           | копродукција                 |
| 1984.  | Крај рата                                   |                              |
| 1985.  | Оркестар једне младости                     |                              |
| 1985.  | Кво вадис?                                  |                              |
| 1985.  | Бал на води                                 |                              |
| 1985.  | Време леопарда                              |                              |
| 1986.  | Протестни албум                             |                              |
| 1987.  | Lo sciallo                                  | копродукција с Италијанима   |
| 1987.  | Gli occhiali d oro                          | копродукција с Италијанима   |
| 1987.  | Већ виђено                                  |                              |
| 1987.  | Догодило се на данашњи дан                  |                              |
| 1987.  | Еscape from the Sobibor                     |                              |
| 1987.  | The Misfite Brigade                         |                              |
| 1988.  | Живот са стрицем                            |                              |
| 1988.  | Кућа поред пруге                            |                              |
| 1988.  | Тајна манастирске ракије                    |                              |
| 1988.  | Клопка                                      |                              |
| 1988.  | Тако се калио челик                         |                              |
| 1988.  | Заборављени (филм)                          |                              |
| 1988.  | Ремингтон (филм)                            |                              |
| 1988.  | Тамна страна Сунца                          |                              |
| 1989.  | Бољи живот (филм)                           |                              |
| 1989.  | Најбољи                                     |                              |
| 1989.  | Прљави филм                                 |                              |
| 1989.  | Како је пропао рокенрол                     |                              |
| 1989.  | Борис Годунов (филм)                        |                              |
| 1989.  | Кудуз                                       |                              |
| 1989.  | Сабирни центар                              |                              |
| 1989.  | Хамбург Алтона                              |                              |
| 1989.  | Вампири су међу нама                        |                              |
| 1989.  | Атоски вртови - преображење                 |                              |
| 1989.  | Beyond the Door                             |                              |
| 1989.  | Around the World in 80 days                 |                              |
| 1990-е |                                             |                              |
| 1990.  | Чудесан сан Џиге Вертова                    |                              |
| 1990.  | Граница                                     |                              |
| 1990.  | Берниса јача од смрти                       |                              |
| 1990.  | Стела (филм)                                |                              |
| 1990.  | Цубок                                       |                              |
| 1990.  | Почетни ударац (филм)                       |                              |
| 1990.  | Секс - партијски непријатељ бр. 1           |                              |
| 1991.  | Оригинал фалсификата                        |                              |
| 1991.  | Ноћ у кући моје мајке                       |                              |
| 1992.  | Тито и ја                                   |                              |
| 1992.  | Велика фрка                                 |                              |
| 1992.  | Ми нисмо анђели                             |                              |
| 1992.  | Увод у други живот                          |                              |
| 1992.  | Булевар Револуције                          |                              |
| 1992.  | Полицајац са Петловог Брда                  |                              |
| 1993.  | Пун месец над Београдом                     | техничке услуге              |
| 1993.  | Боље од бекства                             | техничке услуге              |
| 1993.  | Кажи зашто ме остави                        | техничке услуге              |
| 1994.  | Дневник увреда 1993                         | копродуцент у обради         |
| 1995.  | Пакет аранжман (филм)                       | техничке услуге              |
| 1995.  | Убиство с предумишљајем                     | техничке услуге              |
| 1995.  | Тамна је ноћ                                | техничке услуге              |
| 1995.  | Трећа срећа                                 | копродуцент у обради         |
| 1997.  | Три летња дана                              | техничке услуге              |
| 1997.  | Флешбек                                     | копродуцент                  |
| 1997.  | Балканска правила                           | техничке услуге              |
| 1997.  | Птице које не полете                        | продуцент                    |
| 1998.  | До коске                                    | техничке услуге              |
| 1998.  | Купи ми Елиота                              | продуцент                    |
| 1998.  | Стршљен                                     | техничке услуге              |
| 1998.  | Точкови                                     | техничке услуге              |
| 2000-е |                                             |                              |
| 2000.  | Тајна породичног блага                      | техничке услуге              |
| 2000.  | Сенке успомена                              |                              |
| 2010-е |                                             |                              |
| 2018.  | Заспанка за војнике                         | копродуцент                  |